# Aedes wallacei
Aedes wallacei är en tvåvingeart som beskrevs av Edwards 1926. Aedes wallacei ingår i släktet Aedes och familjen stickmyggor. Inga underarter finns listade i Catalogue of Life.